# Ready to Run
«Ready to Run» — песня американской кантри-группы Dixie Chicks, вышедшая 22 июня 1999 года в качестве 1-го сингла с их пятого студийного альбома Fly (1999). Песню написали Маркус Хаммон (Marcus Hummon) и Марти Сейдел (Martie Seidel), продюсером были Блейк Ченси и Пол Уорли. Сингл достиг второго места в кантри-чарте Hot Country Songs.
В феврале 2000 года песня была номинирована на музыкальную премию Грэмми и победила в категории Лучшее выступление кантри-группы с вокалом (где Dixie Chicks 5-кратные победители: в 1999 за «There’s Your Trouble», в 2000 за «Ready to Run», в 2003 за «Long Time Gone», в 2005 за «Top of the World» и в 2007 за «Not Ready to Make Nice»). Также песня была включена в саундтрек к фильму «Сбежавшая невеста» (Runaway Bride) с участием Джулии Робертс и Ричарда Гира.

## Чарты
| Чарт (1999)                       | Высшая позиция |
| --------------------------------- | -------------- |
| Канада (RPM Country Tracks)       | 3              |
| UK Singles Chart                  | 53             |
| США (Billboard Hot 100)           | 39             |
| США (Billboard Hot Country Songs) | 2              |

## Итоговые годовые чарты
| Чарт (1999)                  | Позиция |
| ---------------------------- | ------- |
| Canada Country Tracks (RPM)  | 18      |
| US Country Songs (Billboard) | 19      |